# Marc Ravalomanana
Marc Ravalomanana (* 12. prosince 1949) je madagaskarský politik, v letech 2002–2009 byl prezidentem země.
Ravalomanana se vypracoval na úspěšného obchodníka. Do politiky vstoupil v roce 1999, kdy se stal starostou Antananariva, hlavního města Madagaskaru. V prezidentských volbách v prosinci 2001 se utkal s Didierem Ratsirakou. Oba dva se prohlásili za vítěze, avšak Ravalomananovo vítězství potvrdil ústavní soud a jeho protivník uprchl do exilu. Ve volbách v roce 2006 byl zvolen na druhé volební období. Ravalomananova vláda je charakterizována rozvojem infrastruktury země, nepodařilo se mu však výrazněji snížit chudobu. V březnu 2009 na funkci rezignoval a moc předal armádě. Následně odešel do exilu; v nepřítomnosti byl na Madagaskaru odsouzen za zneužití pravomocí veřejného činitele. Roku 2014 se na Madagaskar vrátil, byl krátce uvězněn a roku 2015 byl zvolen předsedou strany Tiako I Madagasikara.
Marc Ravalomanana má s manželkou Lalao dvě děti. Je aktivním křesťanem, hlásí se k reformované církvi Church of Jesus Christ in Madagascar.

## Vyznamenání
- velkokříž speciální třídy Záslužného řádu Spolkové republiky Německo – Německo, 7. dubna 2006[2]
- velkokomtur Řádu hvězdy a klíče Indického Oceánu – Mauricius, 2008